# Zuam da Leze
Zuam da Leze (Venezia, XVI secolo – ????) è stato un clavicembalista italiano, appartenente ad una famiglia patrizia della Repubblica di Venezia, figlio di Donato da Leze, Lord Luogotenente di Cipro.
Si recò in Inghilterra, per suonare  alla corte di Enrico VIII, sperando che la sua bravura e la bellezza dello strumento che aveva portato con sé da Venezia fossero ricompensati con un lavoro a Corte. Dopo che ebbe finito di suonare, il re non fu molto soddisfatto, quindi un servo che gli diede solo il pagamento per il concerto. Non avendo ricevuto il lavoro tanto sperato, il musicista si pugnalò durante la cena a palazzo. Fu soccorso e portato in una camera dai servitori che gli fasciarono la ferita, ma la notte stessa si impiccò con la sua cintura.